# 若澤波菲里奧參議員鎮
若澤波菲里奧參議員鎮（葡萄牙語：Senador José Porfírio），是巴西的城鎮，位於該國北部，由帕拉州負責管轄，始建於1961年，面積14,420平方公里，2010年人口13,045，人口密度每平方公里0.9人。該鎮亦是巴西僅有的三個擁有飛地的市鎮之一，其餘兩個分別為錫蒂烏-達巴迪亞和米內魯斯。